# Dypsis tsaravoasira
Dypsis tsaravoasira — вид рода Дипсис (Dypsis) семейства Пальмовые (Arecáceae). Вид распространён только на Мадагаскаре. Находится под угрозой уничтожения среды обитания.